# Bolus (Belgique)
Pour les articles homonymes, voir Bolus.
Le bolus ou baulus est une couque, spécialité de la ville de Bruxelles.

## Caractéristiques
Le bolus est une pâtisserie à pâte briochée à base de farine, de lait, de beurre, de cassonade et de raisins secs, en forme de spirale. Il est proche du bolus zélandais qui, lui, ne contient pas de raisins secs.